# Písty
Písty jsou obec v okrese Nymburk ve Středočeském kraji. Leží čtyři kilometry jihozápadně od Nymburka, na řece Výrovce. Jsou součástí Mikroregionu Nymbursko. Žije v ní 445 obyvatel.

## Historie
První písemná zmínka o obci pochází z roku 1338.
Ve vsi Písty (413 obyvatel) byly v roce 1932 evidovány tyto živnosti a obchody: 2 hostince, kovář, krejčí, obuvník, pojišťovací jednatelství, řezník, obchod se smíšeným zbožím, Spořitelní a záložní spolek pro Písty a Zvěřínek, studnař, trafika.

## Přírodní poměry
Na jihozápadním okraji obce se nachází jeden z posledních písečných přesypů v Polabí, chráněný jako přírodní památka. Od písečného přesypu jihozápadním směrem se prostírá Přírodní park Kersko-Bory.

## Obyvatelstvo
| Rok            | 1869 | 1880 | 1890 | 1900 | 1910 | 1921 | 1930 | 1950 | 1961 | 1970 | 1980 | 1991 | 2001 | 2011 | 2021 |
| -------------- | ---- | ---- | ---- | ---- | ---- | ---- | ---- | ---- | ---- | ---- | ---- | ---- | ---- | ---- | ---- |
| Počet obyvatel | 214  | 231  | 248  | 250  | 279  | 315  | 313  | 402  | 400  | 337  | 310  | 307  | 344  | 405  | 429  |
| Počet domů     | 36   | 38   | 43   | 47   | 64   | 69   | 86   | 118  | 105  | 102  | 97   | 104  | 124  | 168  | 190  |

## Obecní správa

### Územněsprávní začlenění
Dějiny územněsprávního začleňování zahrnují období od roku 1850 do současnosti. V chronologickém přehledu je uvedena územně administrativní příslušnost obce v roce, kdy ke změně došlo:
- 1850 země česká, kraj Jičín, politický i soudní okres Poděbrady[7]
- 1855 země česká, kraj Čáslav, soudní okres Poděbrady
- 1868 země česká, politický i soudní okres Poděbrady
- 1939 země česká, Oberlandrat Kolín, politický i soudní okres Poděbrady[8]
- 1942 země česká, Oberlandrat Hradec Králové, politický okres Nymburk, soudní okres Poděbrady[9]
- 1945 země česká, správní i soudní okres Poděbrady[10]
- 1949 Pražský kraj, okres Nymburk[11]
- 1960 Středočeský kraj, okres Nymburk
- 2003 Středočeský kraj, okres Nymburk, obec s rozšířenou působností Nymburk

### Obecní symboly
Znak a vlajka byly obci uděleny rozhodnutím předsedy Poslanecké sněmovny Parlamentu České republiky dne 10. září 2020.

## Doprava
Dopravní síť
- Pozemní komunikace – Do obce vede silnice III. třídy vedoucí od křižovatky silnice II/330 a pokračující přes centrum obce až na druhý konec obce, kde končí. Územím obce vede silnice II/330 Sadská – Písty – Nymburk – Činěves.

- Železnice – Železniční trať ani stanice na území obce nejsou. Nejbližší železniční zastávkou je Hořátev ve vzdálenosti dva kilometry ležící na trati 060 vedoucí z Poříčan do Nymburka.

Veřejná doprava 2024
- Autobusová doprava – V obci měly zastávky autobusové linky 433 Nymburk, hlavní nádraží-Písty-Sadská-Pečky, železniční stanice (denně 2 spoje v každém směru, o víkendu linka nejede) a 443 Čelákovice, Toušeňská-Sadská-Nymburk, hlavní nádraží (denně 14 spojů směr Nymburk, 12 spojů směr Čelákovice, o víkendu 4 spoje v každém směru) (dopravce Okresní autobusová doprava Kolín, s. r. o.).

## Galerie

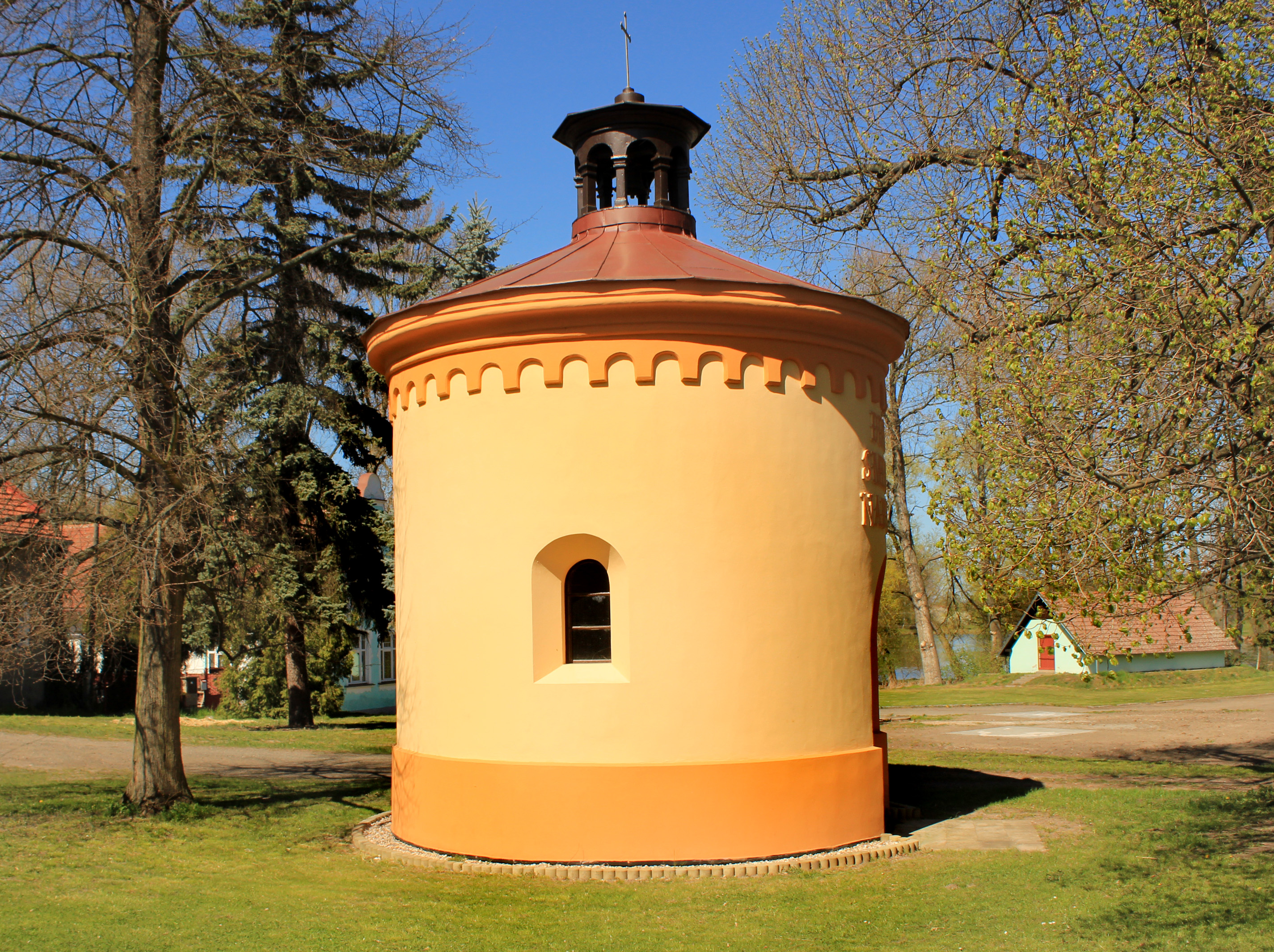
Kaple
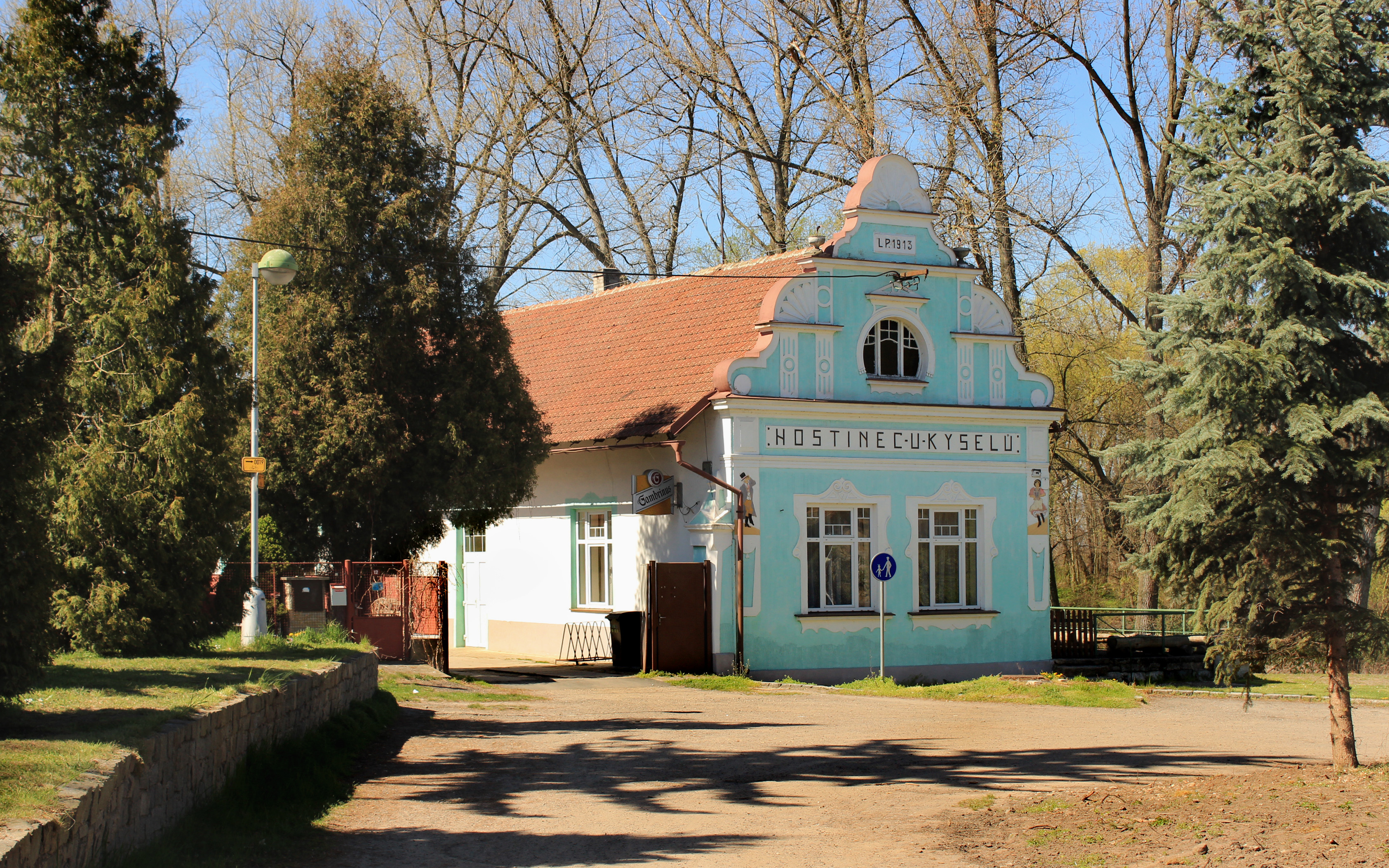
Restaurace u Labe
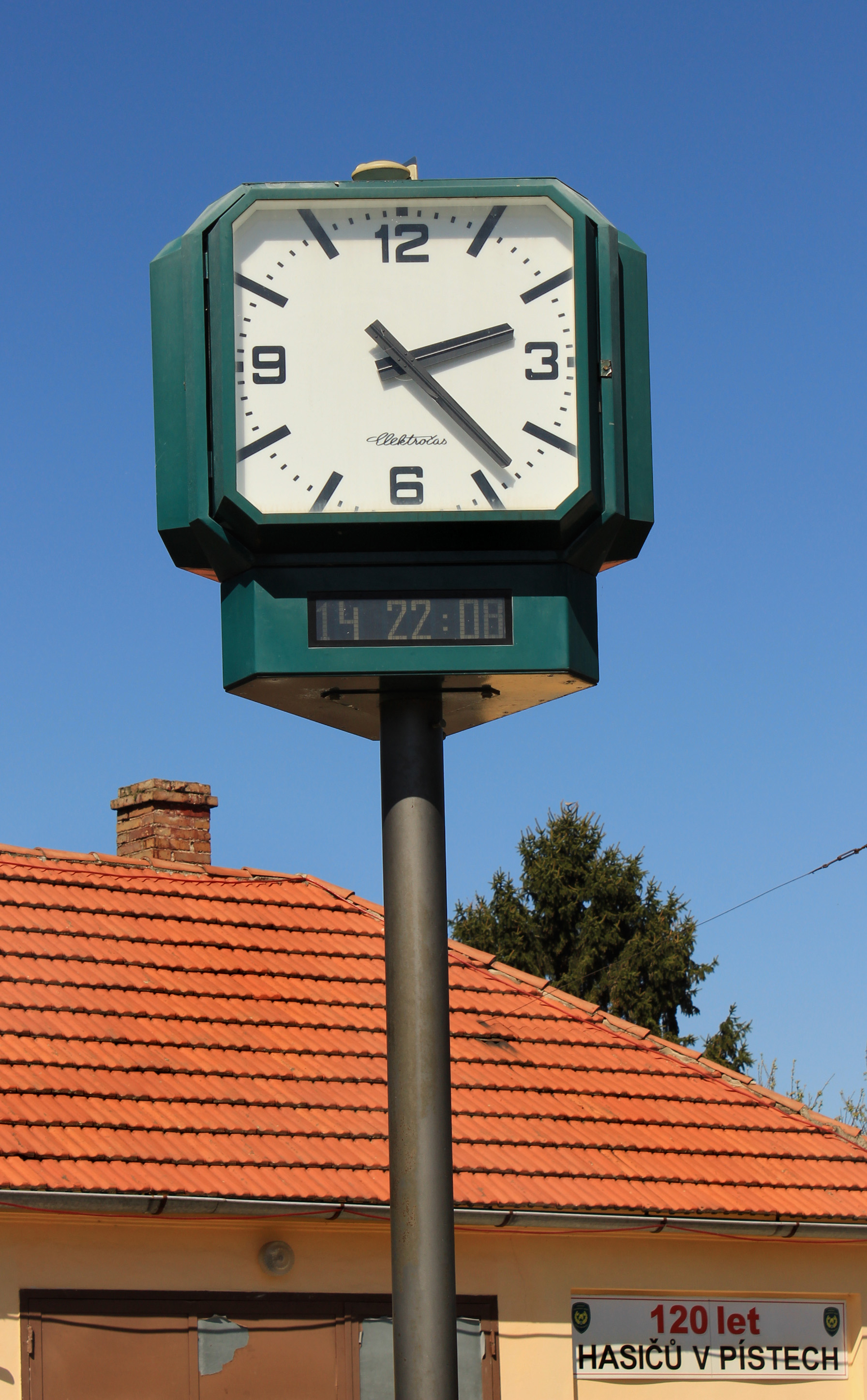
Dvojité pouliční hodiny
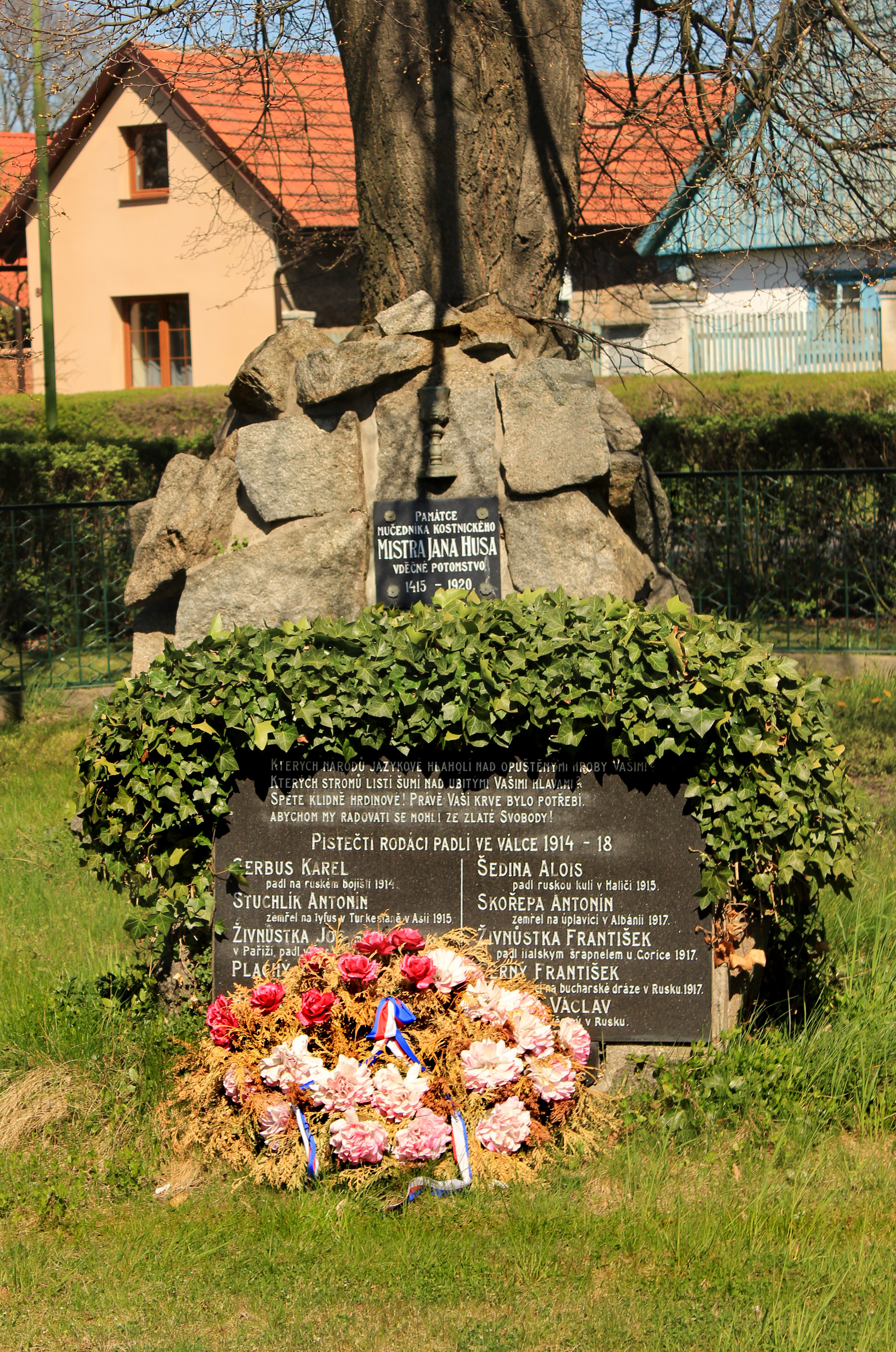
Památník na návsi
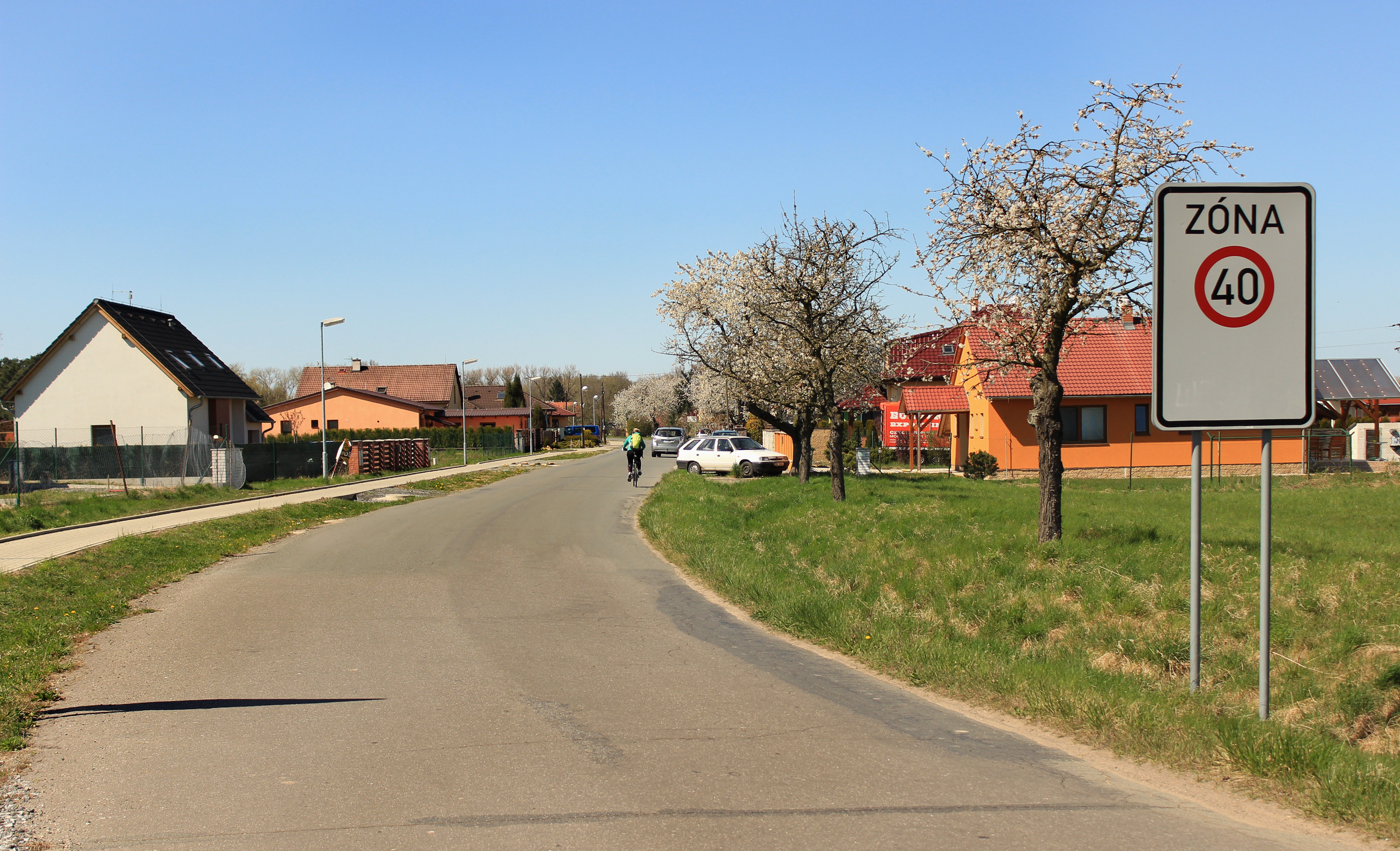
Jediný příjezd do obce
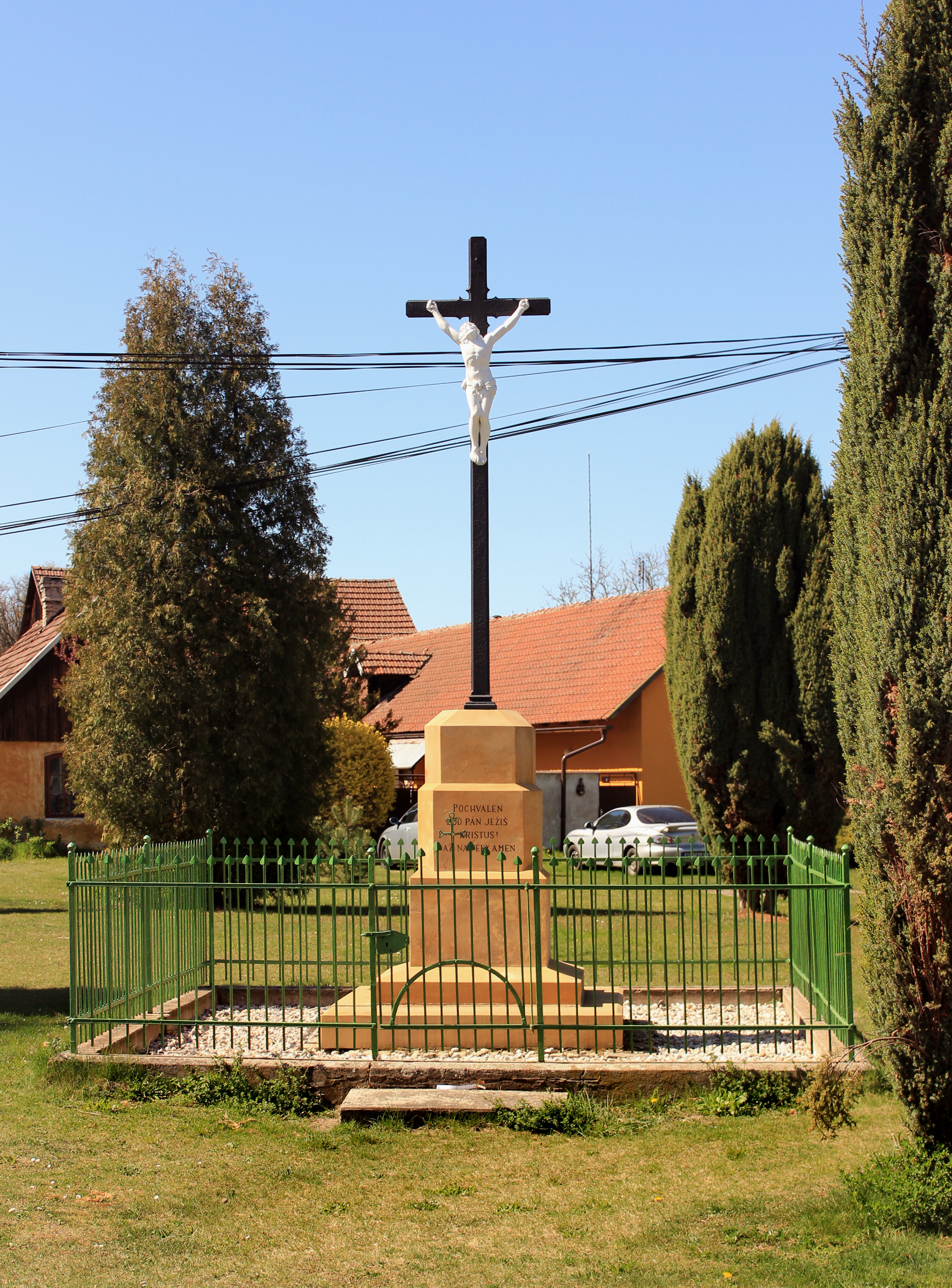
Křížek na návsi